# لحظه (مجموعه تلویزیونی)
لحظه نام یک مجموعه تلویزیونی به نویسندگی و کارگردانی محمد صالح علا است که در سال ۱۳۵۶ از تلویزیون ملی ایران پخش شد. این مجموعه تلویزیونی، ۱۲۰ قسمت داشت.

## خلاصه داستان
این مجموعه، دربارهٔ مسائل گوناگون روزمره جامعه بود.

## بازیگران و عوامل تولید

### عوامل تولید
- طراح، نویسنده، تهیه‌کننده و کارگردان: محمد صالح علا
- محصول: تلویزیون ملی ایران
- تعداد قسمت‌ها: ۱۲۰ قسمت
- سال تولید و پخش: ۱۳۵۶